# Ula subbidens
Ula (Ula) subbidens là một loài ruồi trong họ Pediciidae. Chúng phân bố ở vùng Indomalaya.